# Jiří Vaněk
Jiří Vaněk (Domažlice, 24 de abril de 1978) es un jugador de tenis checo. En su carrera lleva ganados más de US$ 1 300 000 en premios pero no ha alcanzado ninguna final de ATP hasta el momento aunque si ha logrado títulos en el nivel challenger. Su mejor posición en el ranking fue Nº74 en el año 2000. Su superficie preferida es el polvo de ladrillo.

## Vida personal
Tiene un hijo de una relación anterior, en agosto del 2021, comenzó a salir con la tenista checa, Petra Kvitová, después de haber admitido el romance en septiembre del 2022, en una ceremonia fastuosa tras casi un año de la admisión, se casaron el 23 de julio del 2023.

## Tïtulos

### Clasificación en torneos del Grand Slam
| Torneo          | 2009 | 2008 | 2007 | 2006 | 2005 | 2003 | 2002 | 2001 | 2000 | Títulos |
| --------------- | ---- | ---- | ---- | ---- | ---- | ---- | ---- | ---- | ---- | ------- |
| Australian Open | —    | 1r   | 1r   | 1r   | —    | 1r   | 1r   | 1r   | 2r   | 0       |
| Roland Garros   | 1r   | 2r   | —    | 2r   | 1r   | —    | —    | 1r   | 2r   | 0       |
| Wimbledon       |      | 1r   | —    | 1r   | 1r   | —    | —    | 1r   | 1r   | 0       |
| US Open         |      | 2r   | —    | 1r   | 1r   | —    | 1r   | 1r   | 1r   | 0       |

### Challengers
| N.º | Fecha                 | Torneo      | Superficie    | Oponente en la final | Resultado      |
| --- | --------------------- | ----------- | ------------- | -------------------- | -------------- |
| 1.  | 17 de agosto de 1998  | Varsovia    | Tierra batida | Andrei Cherkasov     | 7-6 7-5        |
| 2.  | 31 de agosto de 1998  | Belgrado    | Tierra batida | Diego Moyano         | 6-3 6-3        |
| 3.  | 21 de febrero de 2000 | Ho Chi Minh | Dura          | Reginald Willems     | 7-6(5) 6-4     |
| 4.  | 11 de junio de 2001   | Weiden      | Tierra batida | Hugo Armando         | 7-5 6-2        |
| 5.  | 18 de junio de 2001   | Lugano      | Tierra batida | Juan Antonio Marín   | 6-2 6-3        |
| 6.  | 26 de mayo de 2003    | Liubliana   | Tierra batida | Boris Pashanski      | 6-3 3-6 6-1    |
| 7.  | 24 de mayo de 2004    | Liubliana   | Tierra batida | Björn Phau           | 5-7 6-1 7-6(5) |
| 8.  | 31 de mayo de 2004    | Fürth       | Tierra batida | Gilles Simon         | 7-5 6-2        |
| 9.  | 24 de enero de 2005   | Heilbronn   | Moqueta       | Lars Burgsmüller     | 6-2 6-4        |
| 10. | 20 de agosto de 2007  | Manerbio    | Tierra batida | Eric Prodon          | 6-0 6-4        |
| 11. | 5 de mayo de 2008     | Ostrava     | Tierra batida | Jan Hernych          | 6-3 4-6 6-1    |